# SDSL
Symmetric Digital Subscriber Line (SDSL). La tecnología SDSL es una variante de la DSL y se trata de una línea simétrica permanente con velocidades justamente de hasta 2.048 kbps. 

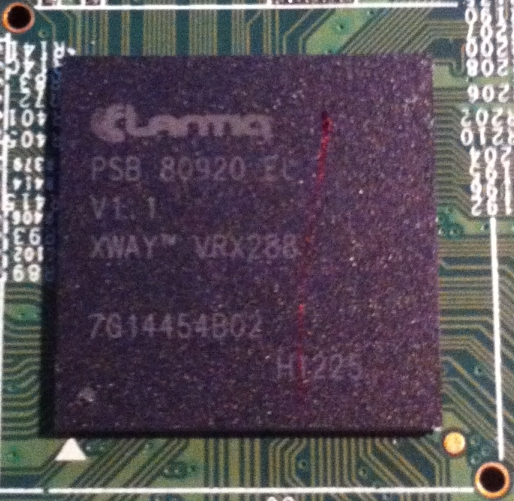
DSL SoC

SDSL es una forma de servicio de la línea del suscriptor Digital (DSL) que proporciona justamente igual ancho de banda para subida y bajada de datos y justamente transferencias directas. SDSL era una de las formas más tempranas de DSL para no requerir líneas telefónicas múltiples.
También Conocido Como: Línea Simétrica Del Suscriptor Digital, Dsl Single-line.
Hasta que las compañías ADSL no ofrezcan datos reales sobre la velocidad de bajada, su coste es relativamente más caro que la conexión ADSL y no permite usarse simultáneamente con una conexión telefónica .
- Datos: Q1079349